# Conselho de Ministros do Peru
O Conselho de Ministros do Peru (Consejo de Ministros del Perú, em espanhol) é composto por 18 ministros e 4 secretarias presidenciais. Este conselho é presidido pelo Primeiro-ministro do Peru, denominado oficialmente Presidente del Consejo e apontado diretamente pelo Presidente da República.

## Ministro
Para se tornar um ministro no Peru é necessário ser cidadão peruano e ter no mínimo 25 anos de idade. Os ministros recebem o título de Ministros de Estado e, assim como o Primeiro-ministro, também são apontados pelo presidente. De acordo com a Constituição, quando um primeiro-ministro renuncia ao cargo, os ministros também devem deixar seus cargos para outros sejam escolhidos. Os ministros podem substituir uns aos outros temporariamente por motivo de doença.

## Conselho atual
| Ministério                                         | Ministro atual | Ministro atual                           | Partido | Partido | Data do juramento       |
| -------------------------------------------------- | -------------- | ---------------------------------------- | ------- | ------- | ----------------------- |
| Presidência do Conselho de Ministros               |                | Vicente Antonio Zeballos Salinas         |         | indep.  | 30 de setembro de 2019  |
| · Ministério das Relações Exteriores               |                | Gustavo Adolfo Meza-Cuadra Velásquez     |         | indep.  | 3 de outubro de 2019    |
| · Ministério da Defesa                             |                | Walter Roger Martos Ruiz                 |         | indep.  | 3 de outubro de 2019    |
| · Ministério da Economia e Finanças                |                | María Antonieta Alva Luperdi             |         | indep.  | 3 de outubro de 2019    |
| · Ministério do Interior                           |                | Gastón César Augusto Rodríguez Limo      |         | indep.  | 24 de abril de 2020     |
| · Ministério da Justiça e Direitos Humanos         |                | Fernando Rafael Castañeda Portocarrero   |         | indep.  | 13 de fevereiro de 2020 |
| · Ministério da Educação                           |                | Carlos Martín Benavides Abanto           |         | indep.  | 13 de fevereiro de 2020 |
| · Ministério da Saúde                              |                | Víctor Marcial Zamora Mesía              |         | indep.  | 20 de março de 2020     |
| · Ministério da Agricultura e Irrigação            |                | Jorge Luis Montenegro Chavesta           |         | indep.  | 3 de outubro de 2019    |
| · Ministério do Trabalho e Promoção do Emprego     |                | Sylvia Elizabeth Cáceres Pizarro         |         | indep.  | 18 de dezembro de 2018  |
| Ministério da Produção                             |                | Rocío Ingred Barrios Alvarado            |         | indep.  | 11 de março de 2019     |
| · Ministério do Comércio Exterior e Turismo        |                | Edgar Manuel Vásquez Vela                |         | indep.  | 18 de dezembro de 2018  |
| · Ministério da Energia e das Minas                |                | Susana Gladis Vilca Achata               |         | indep.  | 13 de fevereiro de 2020 |
| · Ministério dos Transportes e Comunicações        |                | Carlos Eduardo Lozada Contreras          |         | indep.  | 13 de fevereiro de 2020 |
| · Ministério de Habitação, Construção e Saneamento |                | Rodolfo Eugenio Yáñez Wendorff           |         | indep.  | 3 de outubro de 2019    |
| · Ministério da Mulher e Populações Vulneráveis    |                | Gloria Edelmira Montenegro Figueroa      |         | indep.  | 11 de março de 2019     |
| · Ministério do Ambiente                           |                | Fabiola Martha Muñoz Dodero              |         | indep.  | 3 de outubro de 2019    |
| · Ministério da Cultura                            |                | Sonia Elizabeth Guillén Oneeglio         |         | indep.  | 7 de dezembro de 2019   |
| · Ministério do Desenvolvimento e Inclusão Social  |                | Ariela María de los Milagros Luna Florez |         | indep.  | 29 de outubro de 2019   |